# Certosa di Granada
La Real Certosa dell'Assunzione, in spagnolo Real Cartuja de Nuestra Señora de la Asunción, è un complesso monastico, formato da chiesa e annesso monastero, che si trova nella città di Granada, in Spagna.
Fondata nel XVI secolo come monastero dell'ordine eremita dei Certosini, rimase loro sede fino alla secolarizzazione a seguito della Desamortización di Juan Álvarez Mendizábal nel 1835.
Dichiarata Monumento histórico-artístico con decreto del 4 giugno 1931, e successivamente Bien de Interés Cultural, rappresenta uno dei monumenti religiosi più importanti dell'Andalusia e uno dei maggiori esempi del barocco spagnolo.

## Storia e descrizione

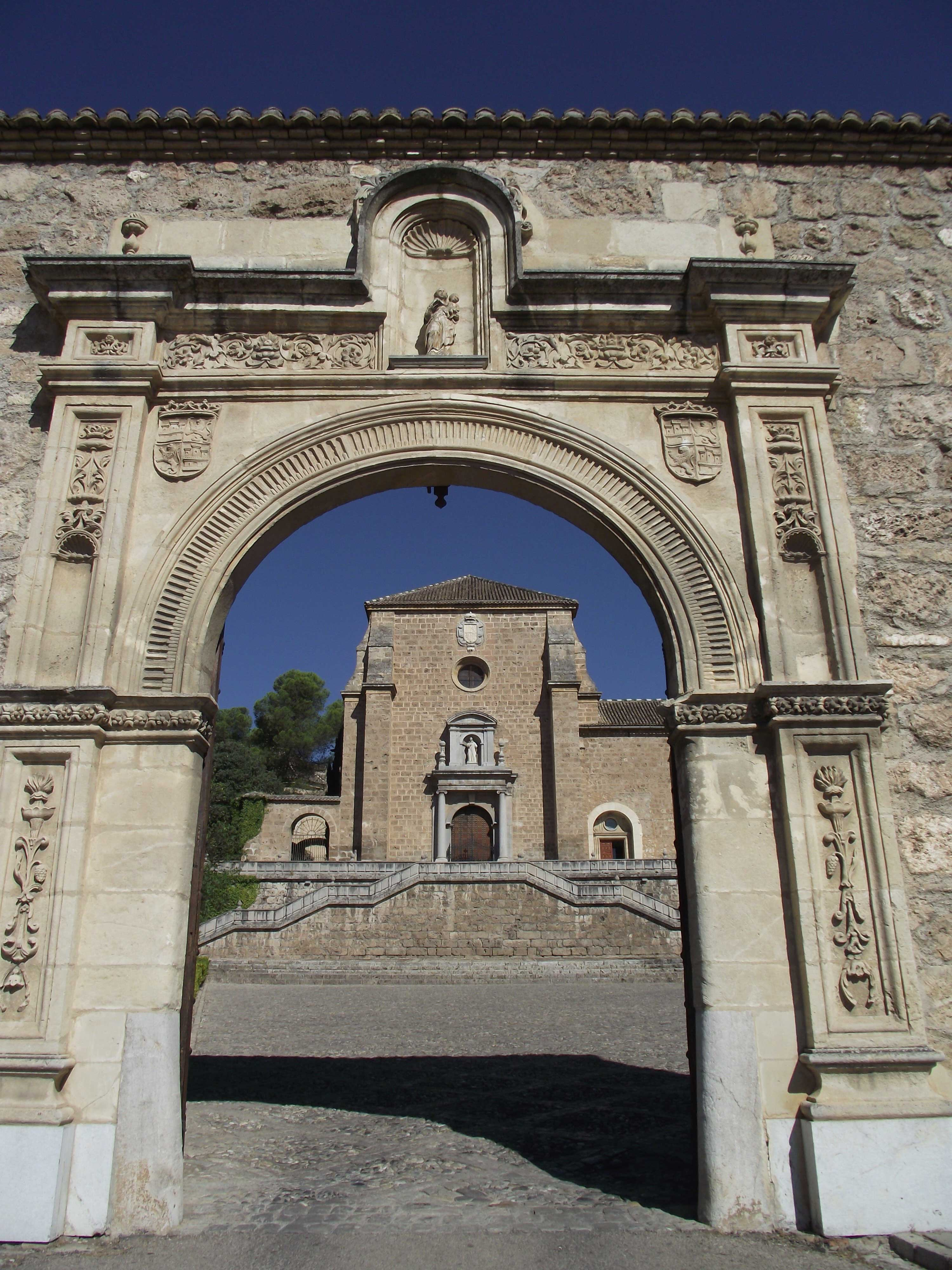
La facciata e il portale d'ingresso.

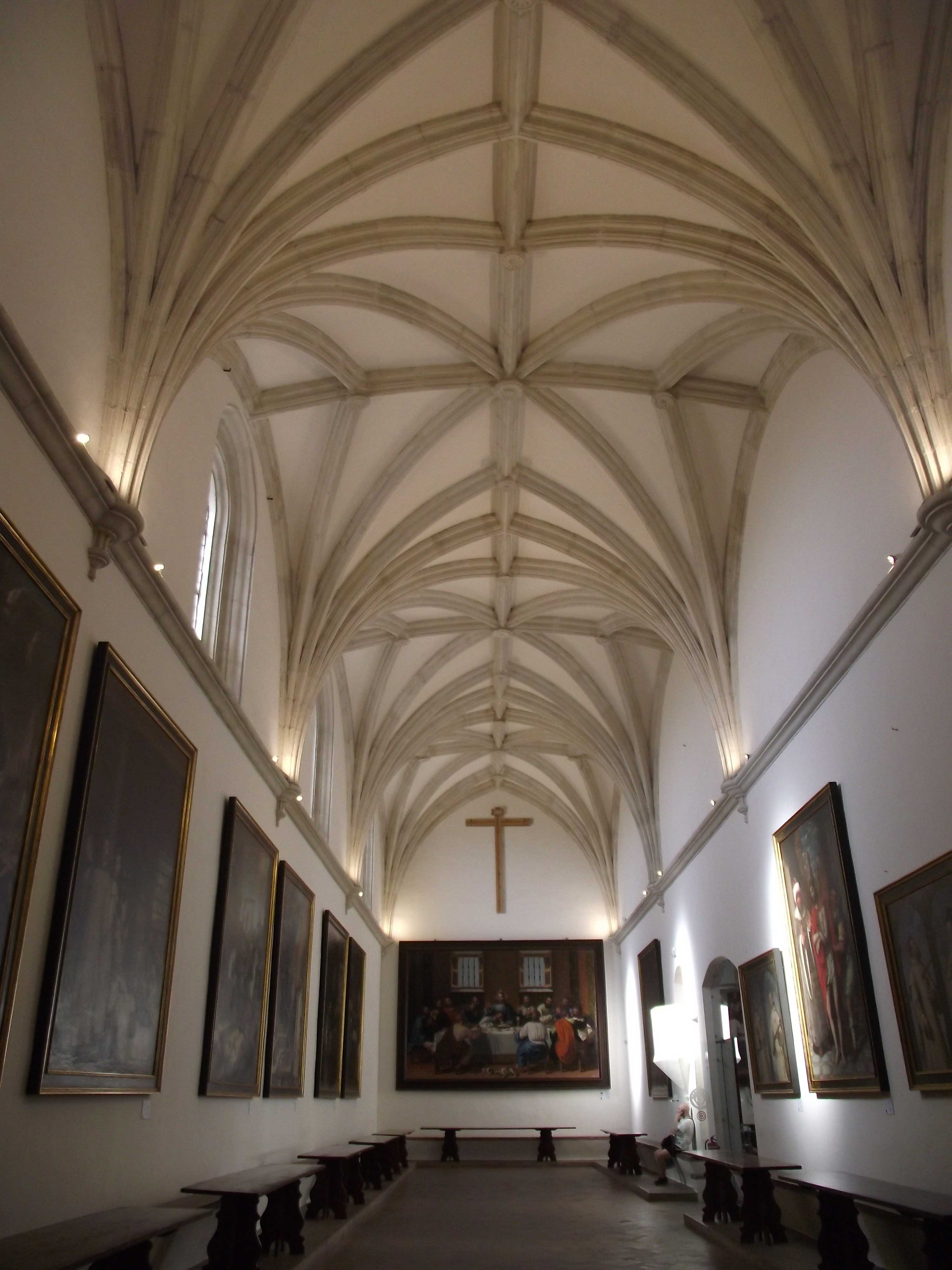
Il Refettorio.

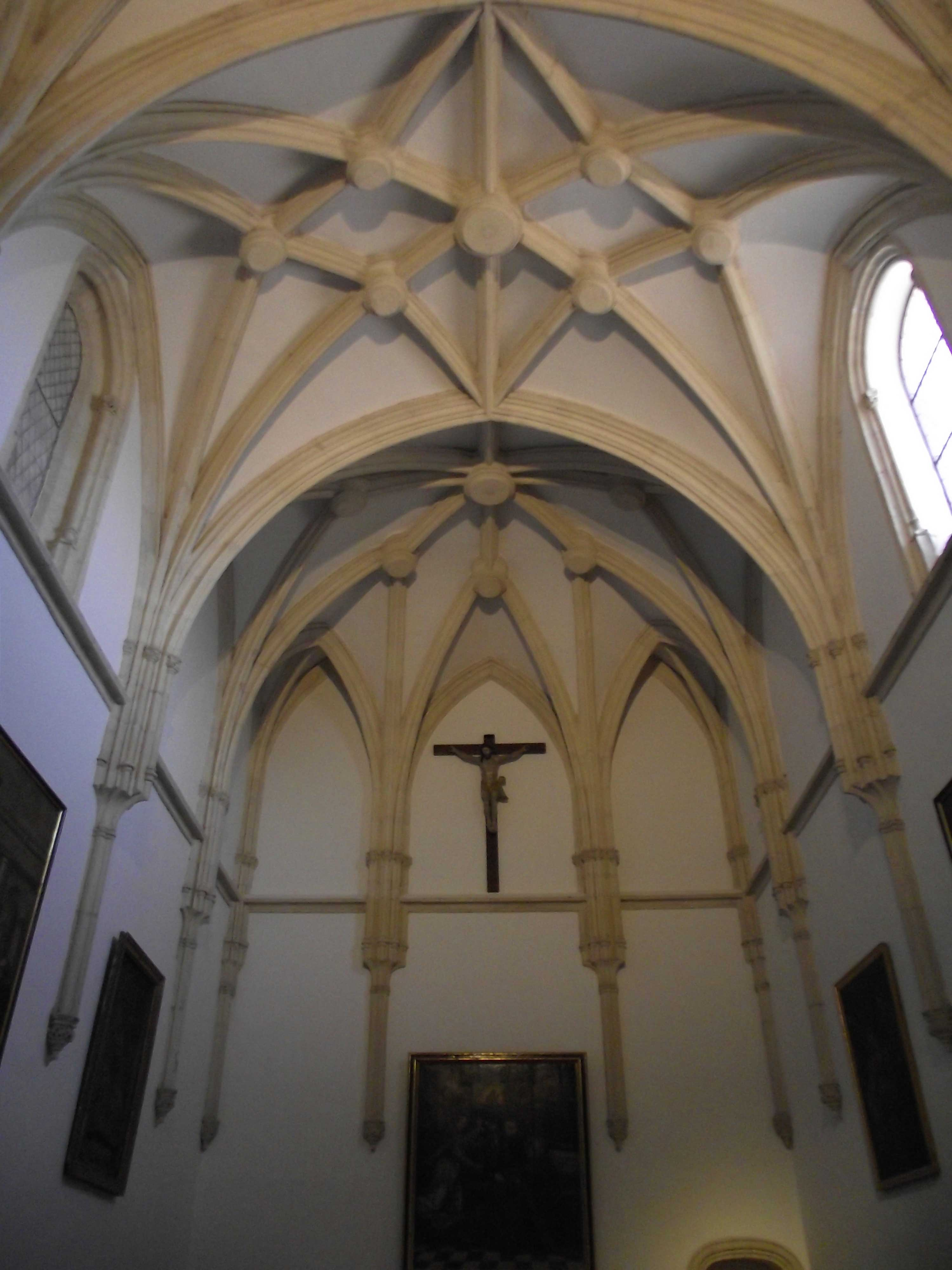
La Sala Capitolare.

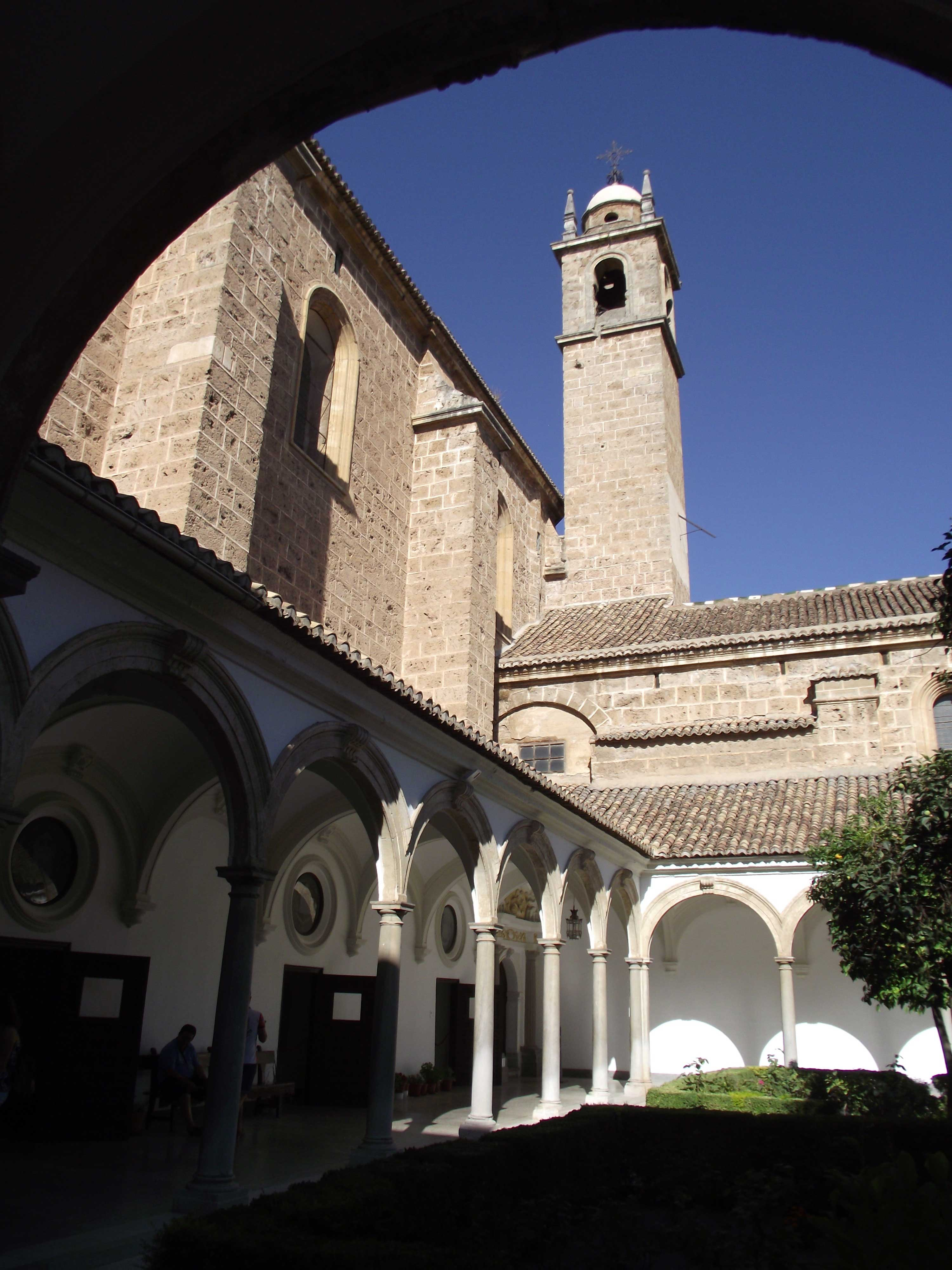
Il chiostro rinascimentale.

L'Ordine certosino venne fondato nel 1084 nelle Prealpi della Chartreuse, presso Grenoble, in Francia, da San Bruno e sei compagni (quattro clerici e 2 laici). Ben presto l'ordine arrivò anche in Spagna, dove ebbe 24 monasteri di cui la maggioranza venne secolarizzata nel 1835-36 dalla Desamortización di Juan Álvarez Mendizábal. Oggi nel Paese ne restano attivi solo 4: la Certosa di Miraflores a Burgos, la Certosa di Montalegre a Tiana, la Aula Dei di Saragozza e la Certosa di Porta Cœli a Serra.
Già dal 1458 Certosini del Monastero de El Paular, in Castiglia, cercavano un posto adatto per la costruzione di un nuovo monastero. Juan Padilla, priore della Certosa de las Cuevas a Siviglia si rivolse nel 1506 al Gran Capitan Gonzalo Fernández de Córdoba, riconquistatore di Granada, che fece dono di terreni espropriati da una residenza estiva dei mori.
Fondato ufficialmente nel 1506 per volere del Gran Capitan, la costruzione iniziò nel 1513, con la consegna della terra. Inizialmente sostenuta dal Gran Capitan,con la sua morte nel 1515, il cantiere fu interrotto per qualche anno.
Nel 1519 i lavori ripresero, ma i certosini poterono entrarvi solo nel 1545. La chiesa fu completata nel 1662.
Con l'invasione francese nel 1824 gli edifici della certosa vennero destinati a laboratori. Il chiostro grande, le celle dei monaci e il cimitero andarono distrutti nel 1842.
Inoltre con la secolarizzane di Juan Álvarez Mendizábal del 1835 i monaci furono definitivamente espulsi e molti tesori della chiesa andarono perduti. La casa del priore, con il suo bellissimo cortile e giardino, fu distrutta nel 1943.
Oggi il monastero non appartiene più all'ordine certosino, ma direttamente all'arcivescovo di Granada. Del complesso resta il chiostro piccolo con ambienti annessi, la chiesa e la sagrestia.

## Il monastero
Vi si accede attraverso un portale plateresco che si apre sul muro di cinta, opera di Cristóbal de Vílchez. Un percorso pavimentato secondo il tipico stile granadino, con ciottoli bianchi e neri disposti a disegno, del 1679, si arriva alla facciata della chiesa preceduta da una scalinata e un portale neoclassico in marmo grigio disegnato nel 1794 da Joaquín Hermoso.
Tutto il monastero è oggi incentrato sul "Chiostro Piccolo", con colonne di stile dorico, cosiddetto per distinguerlo dal "Chiostro Grande" oggi sparito. Attorno alle sue gallerie si apre il refettorio, una grande sala con volte gotiche a crociera che custodisce una serie di quadri di Juan Sánchez Cotán e di Vincenzo Carducci, il lavatorium, la "Sala Capitolare", antica cappella del monastero prima della costruzione della chiesa, una serie di tre cappelle e la chiesa principale.

## La chiesa

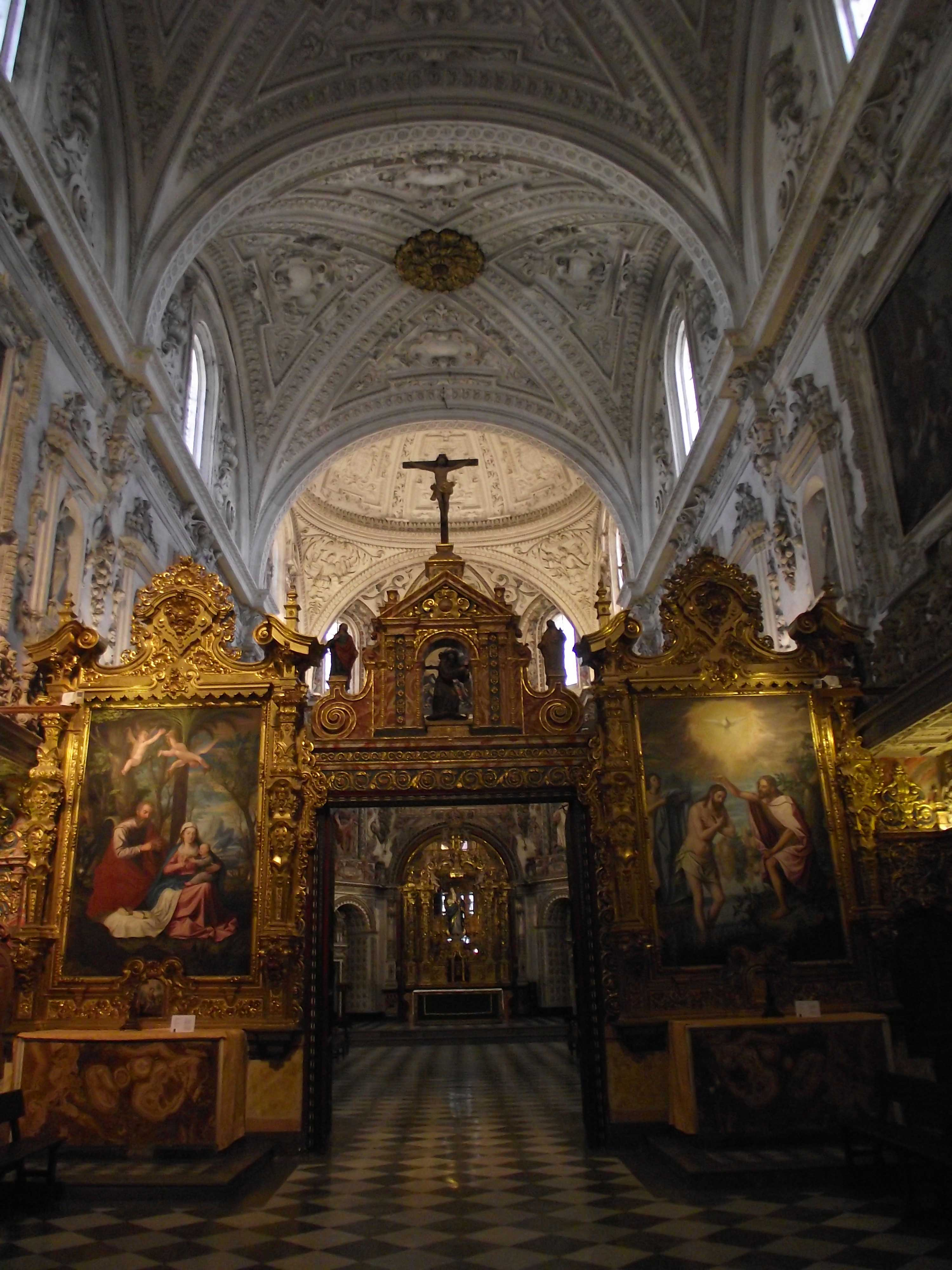
Veduta dell'interno.

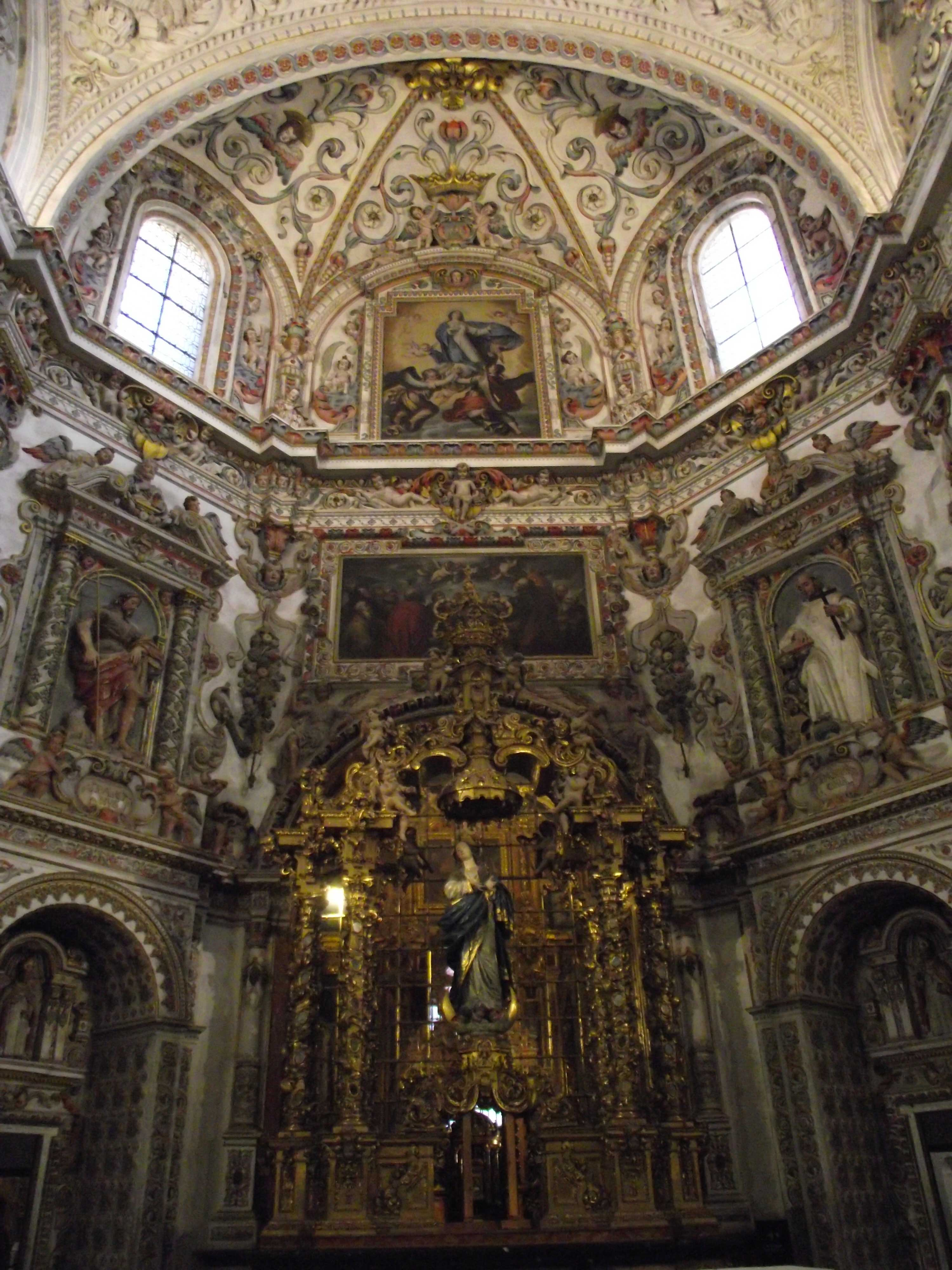
Il presbiterio.

La chiesa, eretta già nel XVI secolo e successivamente rielaborata in stile churrigueresco, presenta un'unica navata con volta a vela e abside poligonale ed è divisa, longitudinalmente, in tre parti. Dalla controfacciata, una cancellata in ferro battuto limita la prima sezione aperta ai fedeli; in seguito un tramezzo costituito da due pale del 1612 di Juan Sánchez Cotán: la Fuga in Egitto e il Battesimo di Cristo, e una ricca porta lignea finemente intarsiata nel 1570 dal fratello laico José Manuel Vázquez con madreperle, avorio, argento e legni pregiati, delimita l'area destinata ai conversi; oltre è la parte riservata ai monaci.
Le superfici bianche sono caratteristiche dei Certosini. Tutto l'ambiente è rivestito di una sontuosa decorazione barocca a stucchi bianchi realizzata fra il 1622 e il 1662. Lungo le pareti corre tutta una serie di pregevoli stalli lignei con ricchi dossali in stucco bianco e mensoloni in pietra delicatamente intagliata. Al di sopra una serie di statue si alterna a delle tele raffiguranti Scene della Vita della Vergine opere di Pedro Atanasio Bocanegra, con il suo capolavoro la Madonna del Rosario. Davanti al presbiterio si erge la cupola, rivestita di stucchi bianchi, con le quattro figure degli Evangelisti nei pennacchi. L'abside, poligonale, è rivestita anch'essa di stucchi che, su fondo bianco, questa volta appaiono colorati. Le pareti oblique accolgono due grandi statue in stucco policromo, il santo patrono dell'ordine, San Giovanni Battista, a sinistra, e il fondatore dell'Ordine, San Bruno, a destra. 
Al centro dell'abside si erge lo scenografico altra maggiore, in legno dorato e specchi, con al centro la statua dell'Assunta, di José de Mora. 
Poiché era permesso solo il canto gregoriano, sono assenti sia il coro che gli strumenti. Ogni giorno, i monaci entravano in chiesa cinque volte per la preghiera comune e il culto.

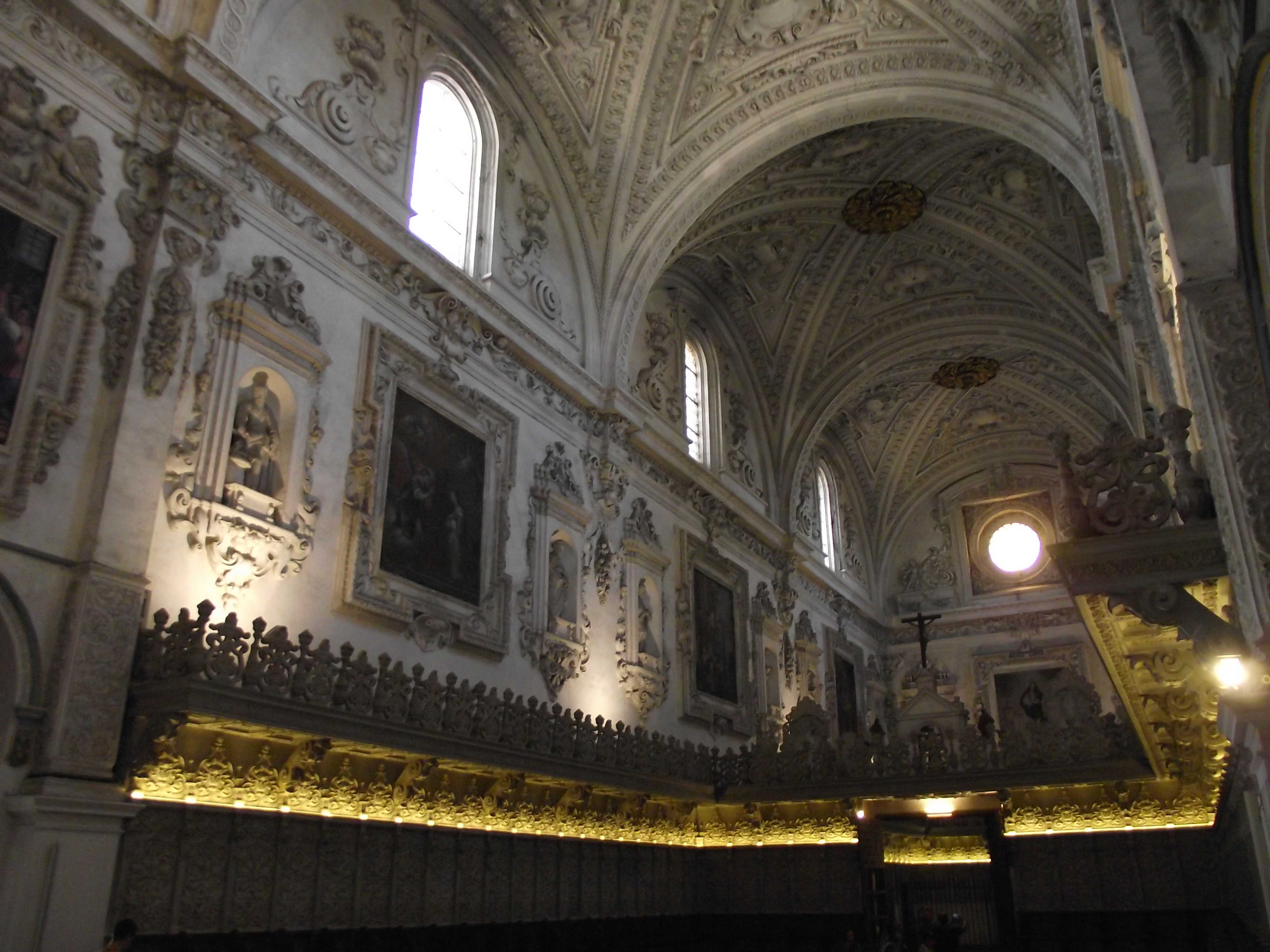
Veduta dell'interno.
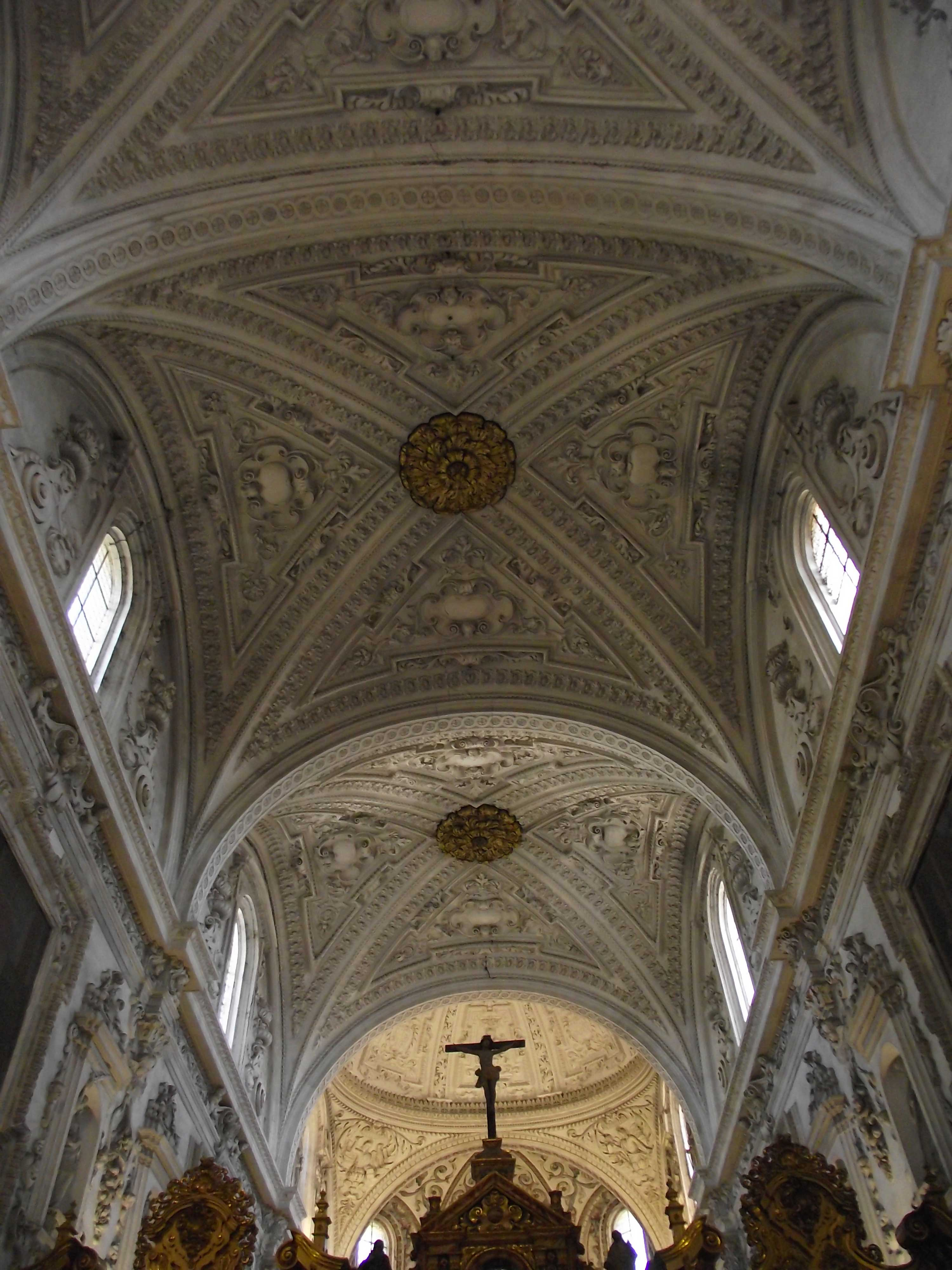
Le volte.
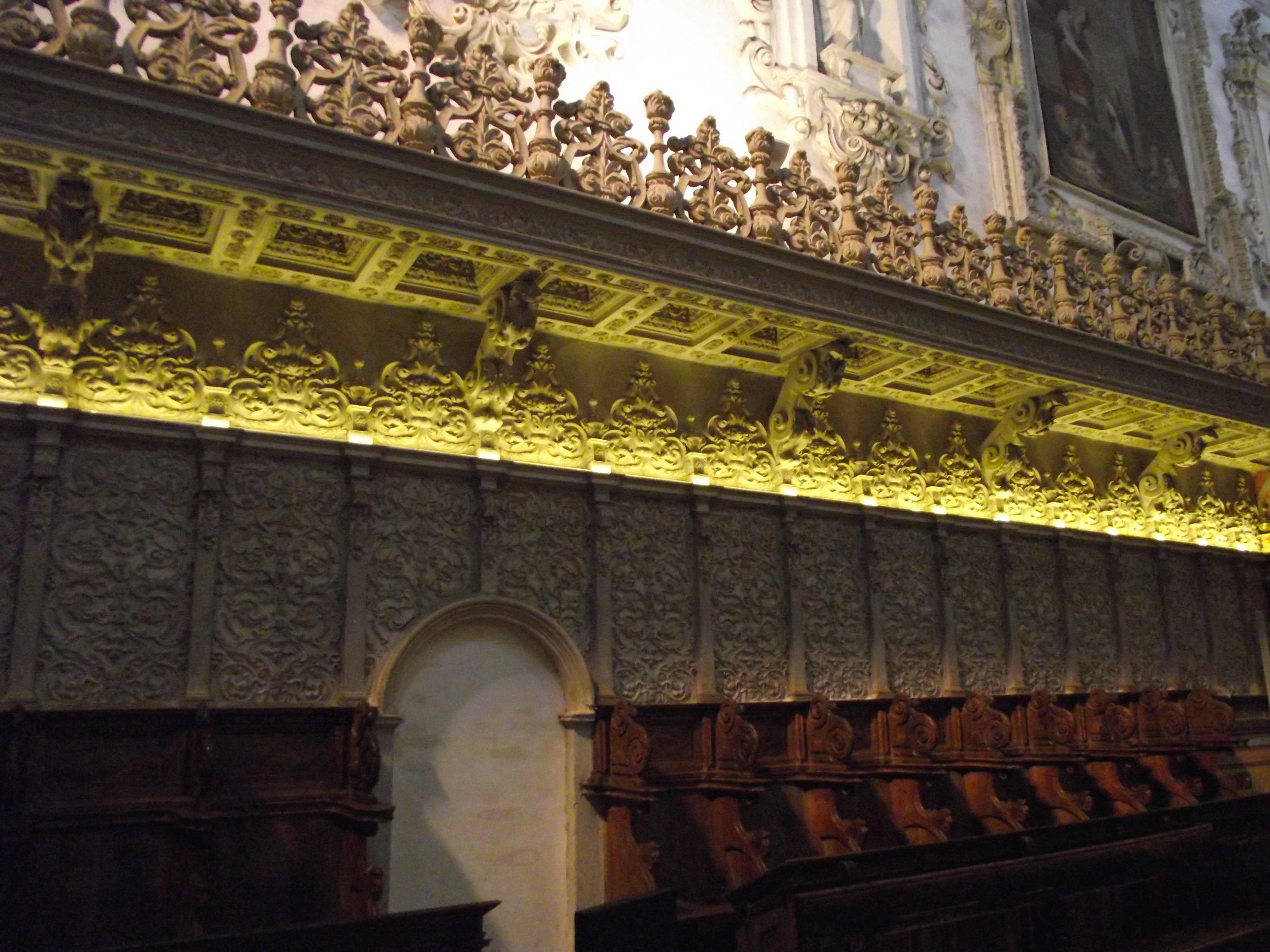
Gli stalli del coro.

### IlSancta-Sanctorum

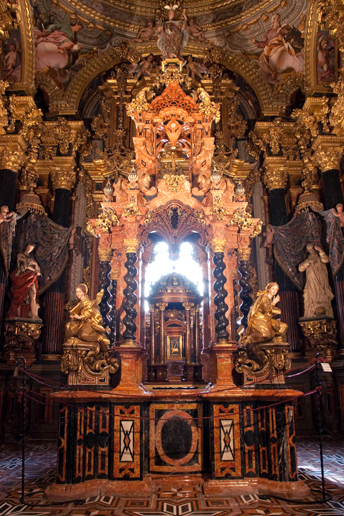
Il ciborio.

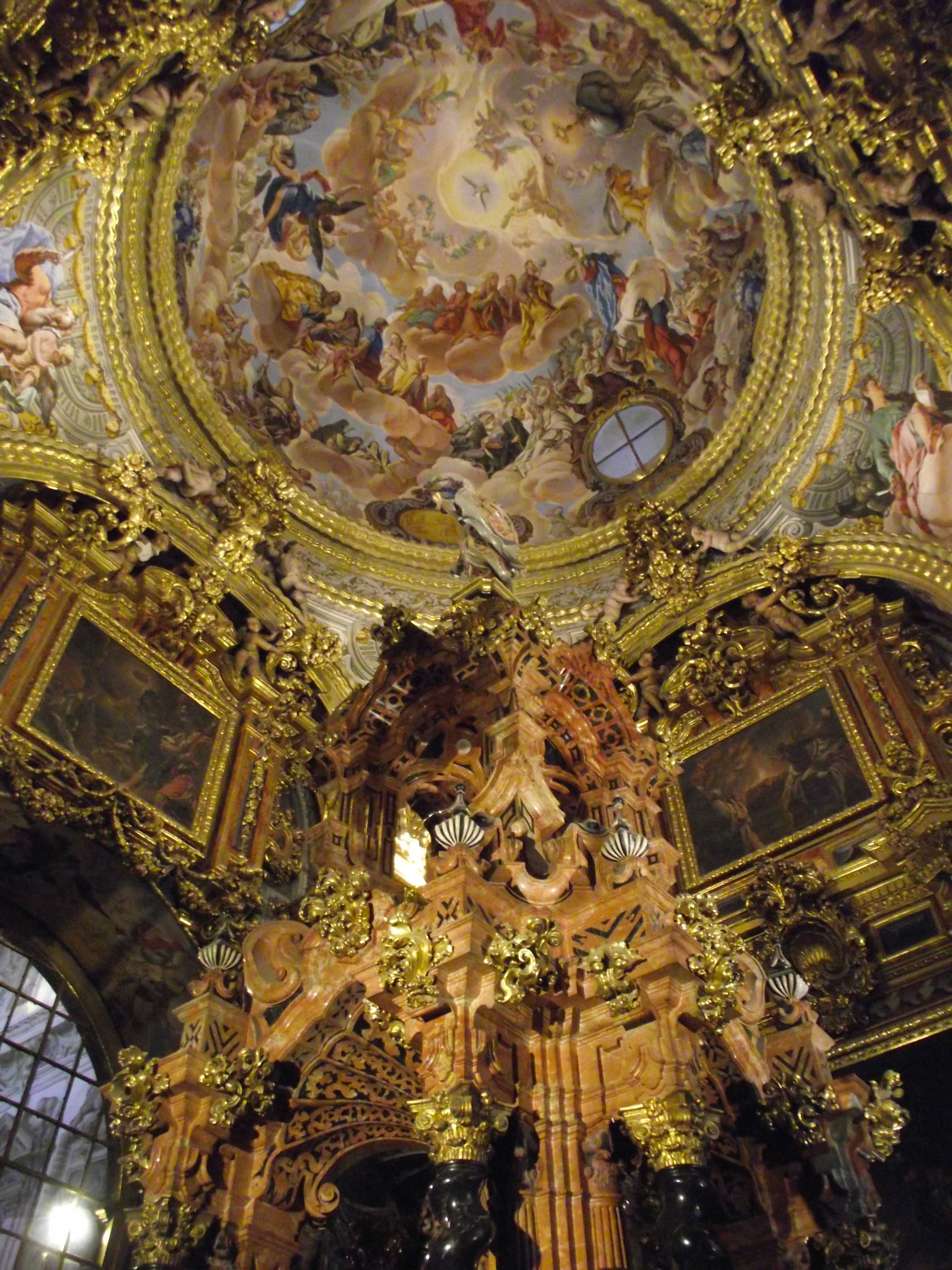
Veduta del Sancta-Sanctorum.

Il Sancta-Sanctorum, o Cappella del Santissimo Sacramento, si apre dietro l'altar maggiore, separato dalla chiesa da una grande porta dorata in vetro di Venezia.
Venne realizzato fra il 1704 e il 1720 su progetto di Francisco Hurtado Izquierdo in stile tardo-barocco con elementi rococò. A ogni angolo due colonne corinzie marmoree, su alti piedistalli, sostengono le arcate su cui poggia la cupola. Fra le colonne grandi mensoloni dorati portano quattro statue sotto drappeggi sostenuti da putti; esse rappresentano San Giuseppe (di José de Mora), San Giovanni Battista (di José Risueño), San Bruno (di José de Mora) e la Maria Maddalena (di Duque Cornejo). Nel 1725 vennero costruite le due cappelle laterali, aperte sul Sancta-Sanctorum da due oculi sormontati dalle statue delle Virtù. Le decoratissime pareti inquadrano un finestrone, quella frontale, e due grandi tele con Scene del Vecchio Testamento di Antonio Palomino, quelle laterali.
Sui pennacchi sono raffigurati i Quattro evangelisti e sulla cupola, affrescata da Palomino, è raffigurato San Bruno che porta il globo terrestre dominato dal Santissimo Sacramento, intorno è la Trinità, Maria e il Battista fra cori angelici e Santi.
Al centro della cappella si erge, monumentale, il ciborio marmoreo. Su alto piedistallo, otto colonne salomoniche angolari in marmo nero, precedute da quattro statue dorate portanti i simboli dell'Eucaristia, sorreggono una ricca architettura volta a sostenere la statua della Fede. All'interno è il tabernacolo, nelle sembianze di un tempietto marmoreo circolare, che custodisce il Santissimo Sacramento.

### La sacrestia

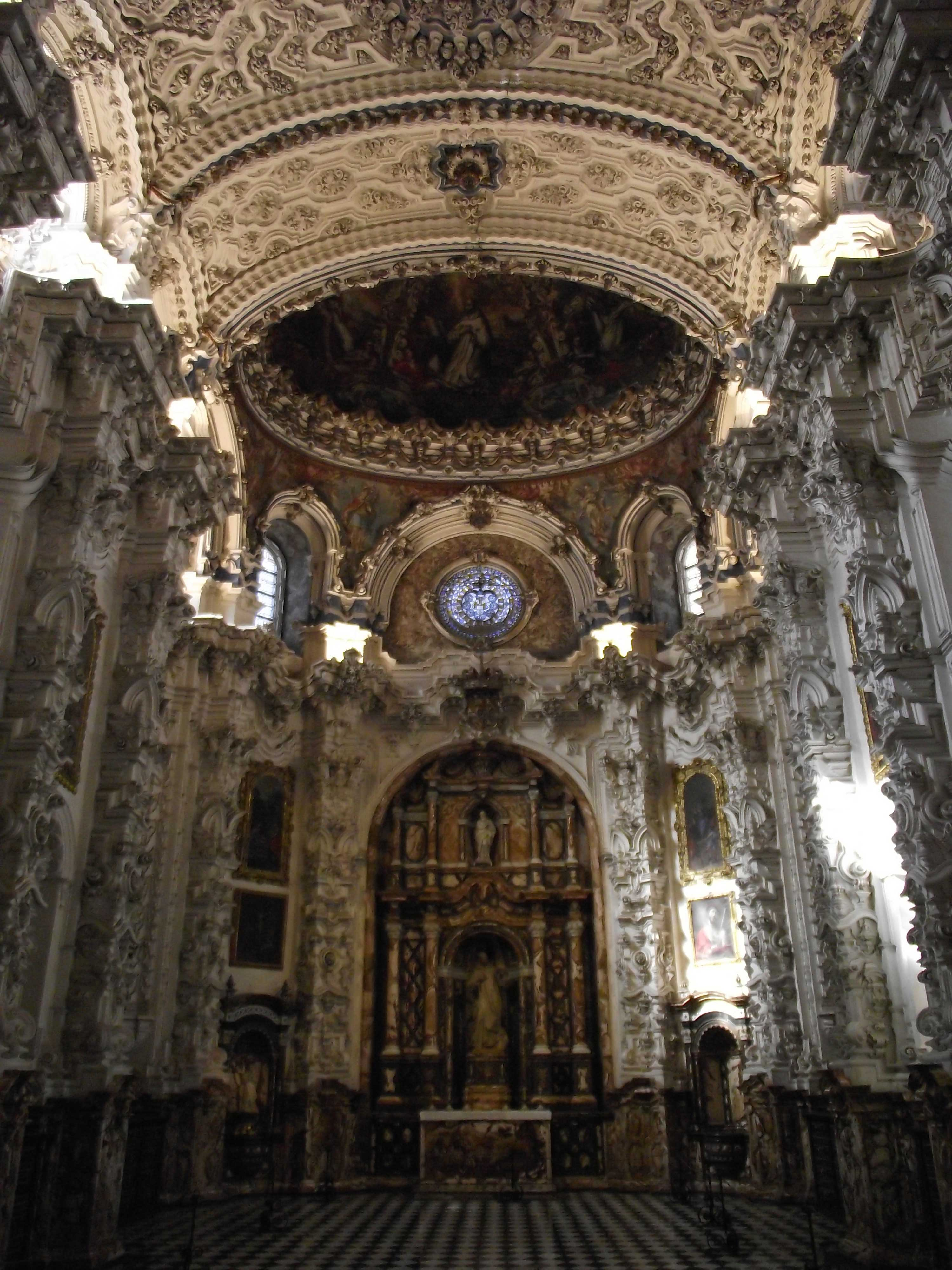
La Sacrestia.

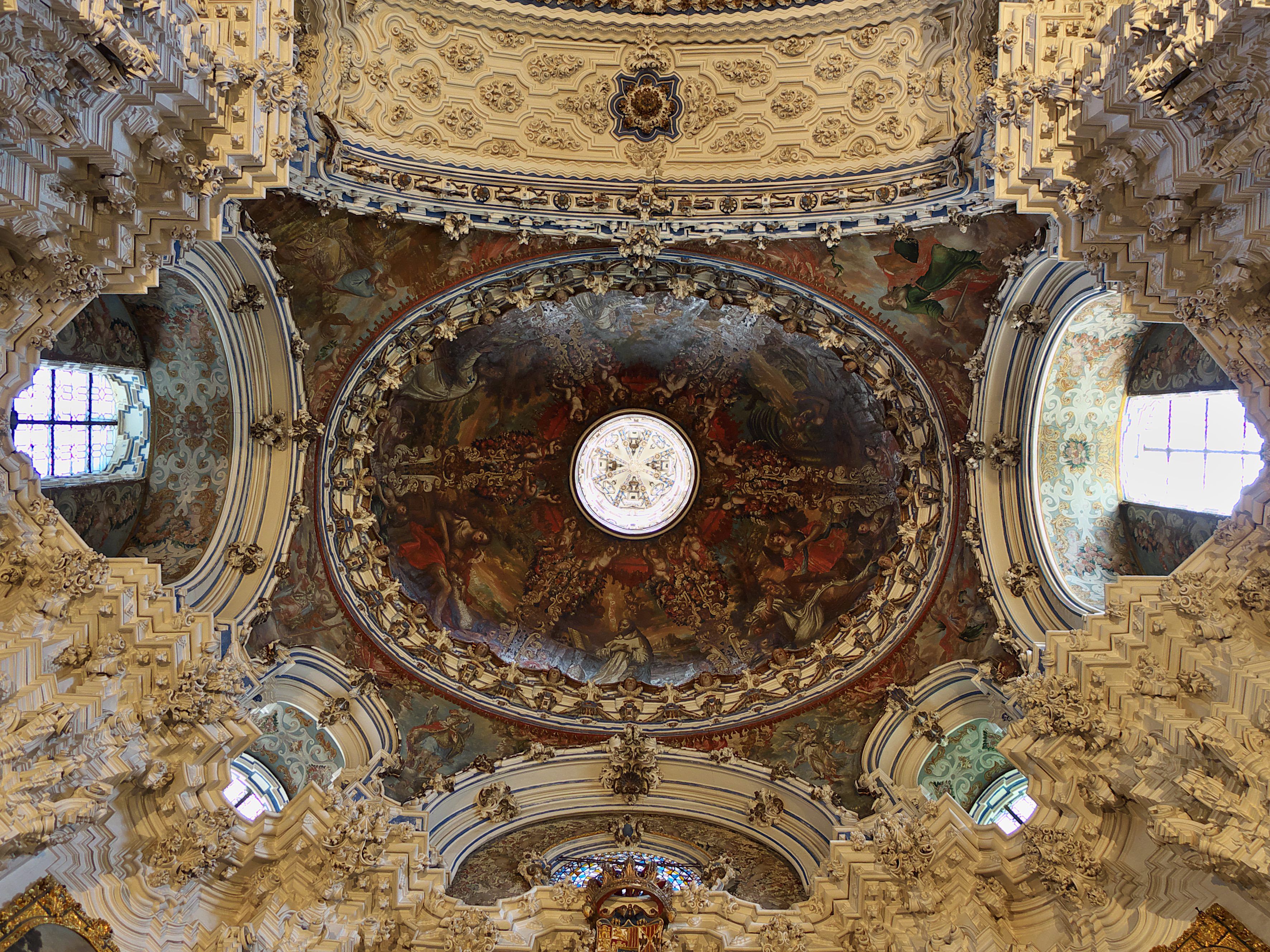
Cupola della Sacrestia.

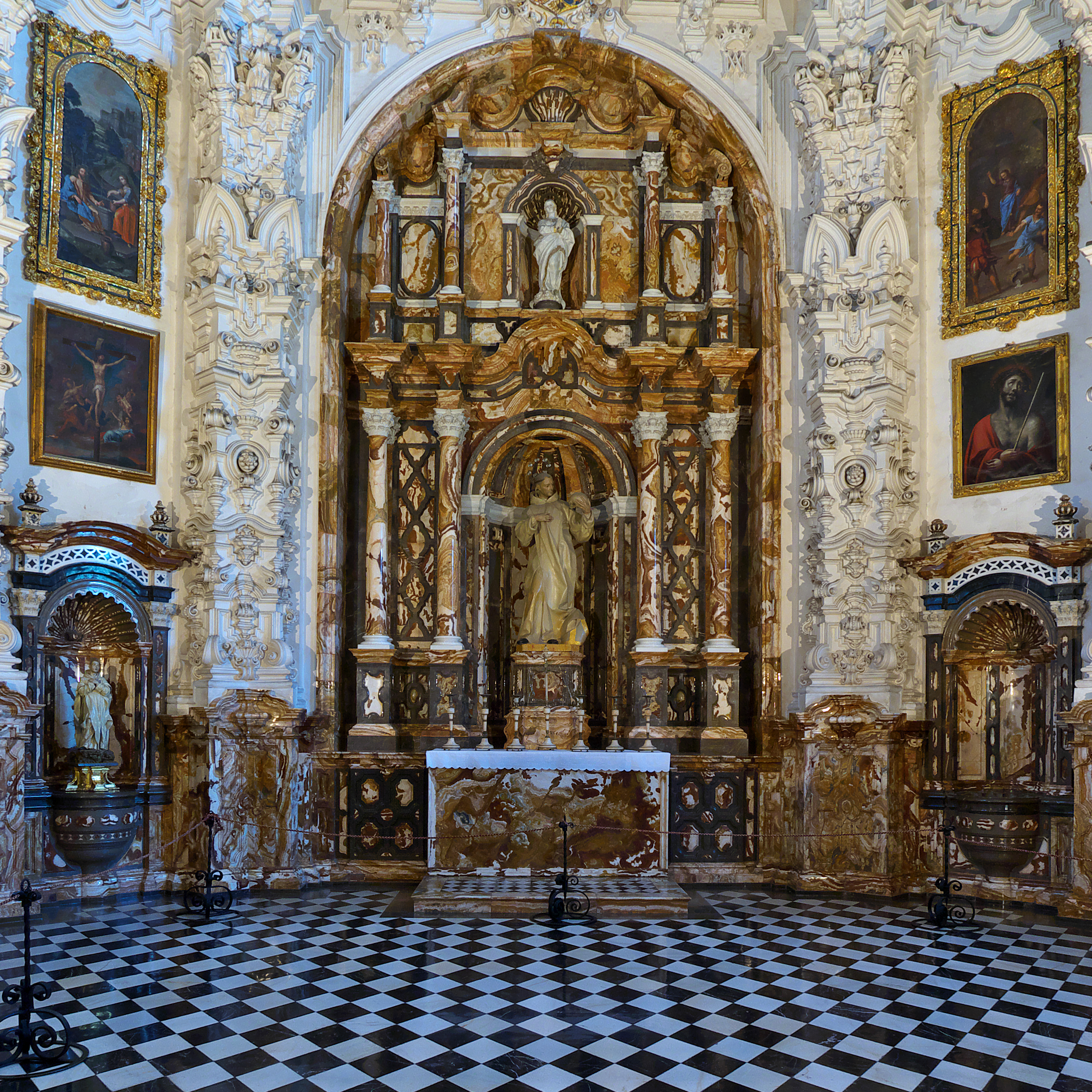
L'altare della Sacrestia.

Anche la Sacrestia venne disegnata da Francisco Hurtado Izquierdo e realizzata fra il 1727 e il 1764 da diversi maestri (tra i quali José de Bada). Rappresenta la Sfera celeste armoniosa e ha le sembianze di una piccola chiesa. Tutti gli elaboratissimi stucchi sono magistrale opera Luis Cabello; lo zoccolo in marmo di Lanjarón è di Luis de Arévalo, come anche la statua in alabastro di San Bruno sull'altare. L'Immacolata Concezione, sopra l'altare è opera di Alonso Cano e la statuetta di San Bruno, sulla nicchia a sinistra, di José de Mora. 
L'affresco nella cupola venne realizzato nel 1735 da Tomás Ferrer. Le tele con Scene della Vita di Gesù e Santi certosini sono del frate laico Francisco Morales.
Particolarmente degni di nota sono il prezioso mobilio e le porte, in tarsie policrome di mogano, guaiaco, ebano, palissandro, madreperla, avorio, tartaruga e argento. Vennero realizzati in 34 anni dal frate converso José Manuel Vázquez fra il 1730 e il 1764

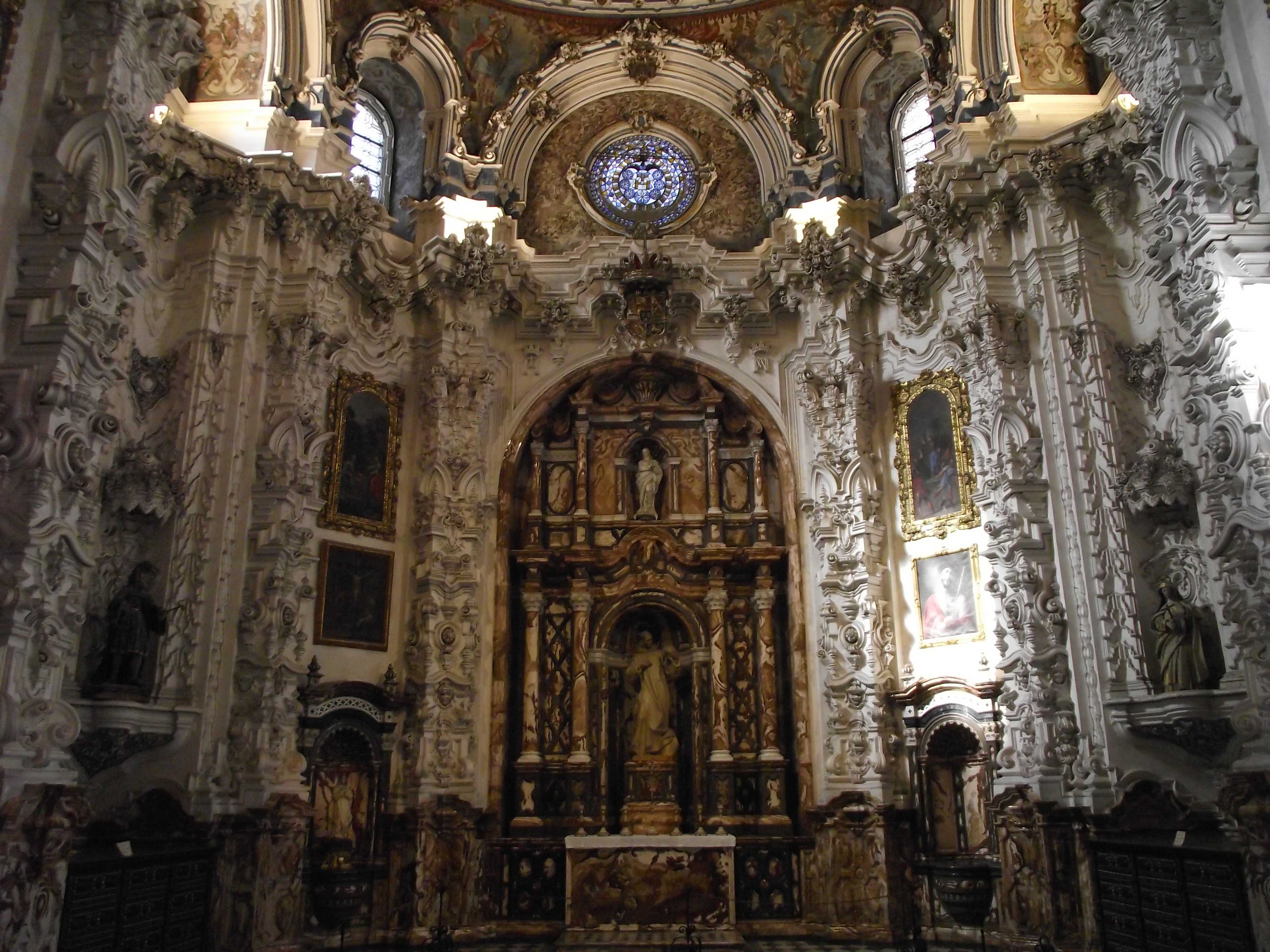
Veduta dell'interno.
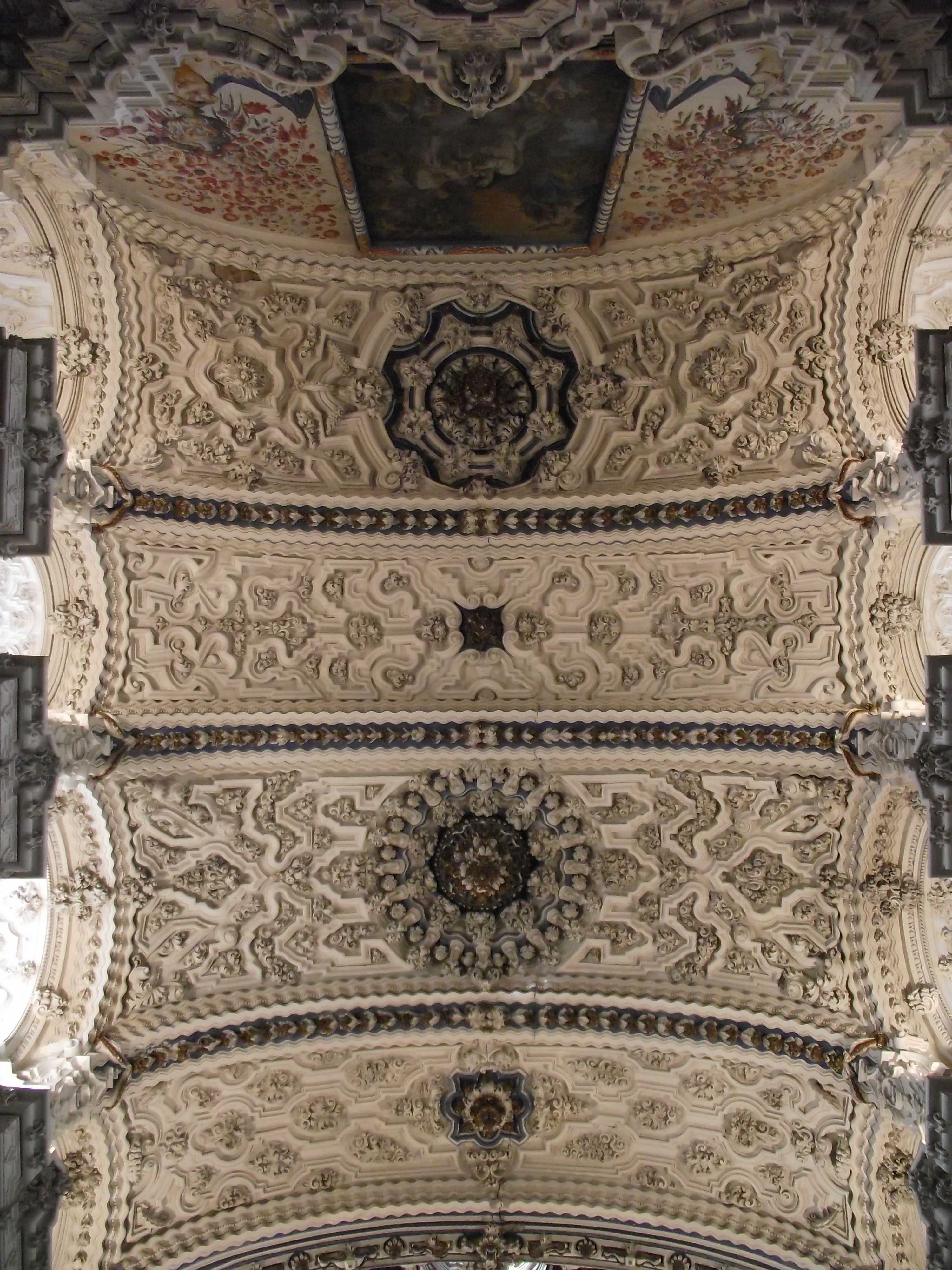
Le volte.
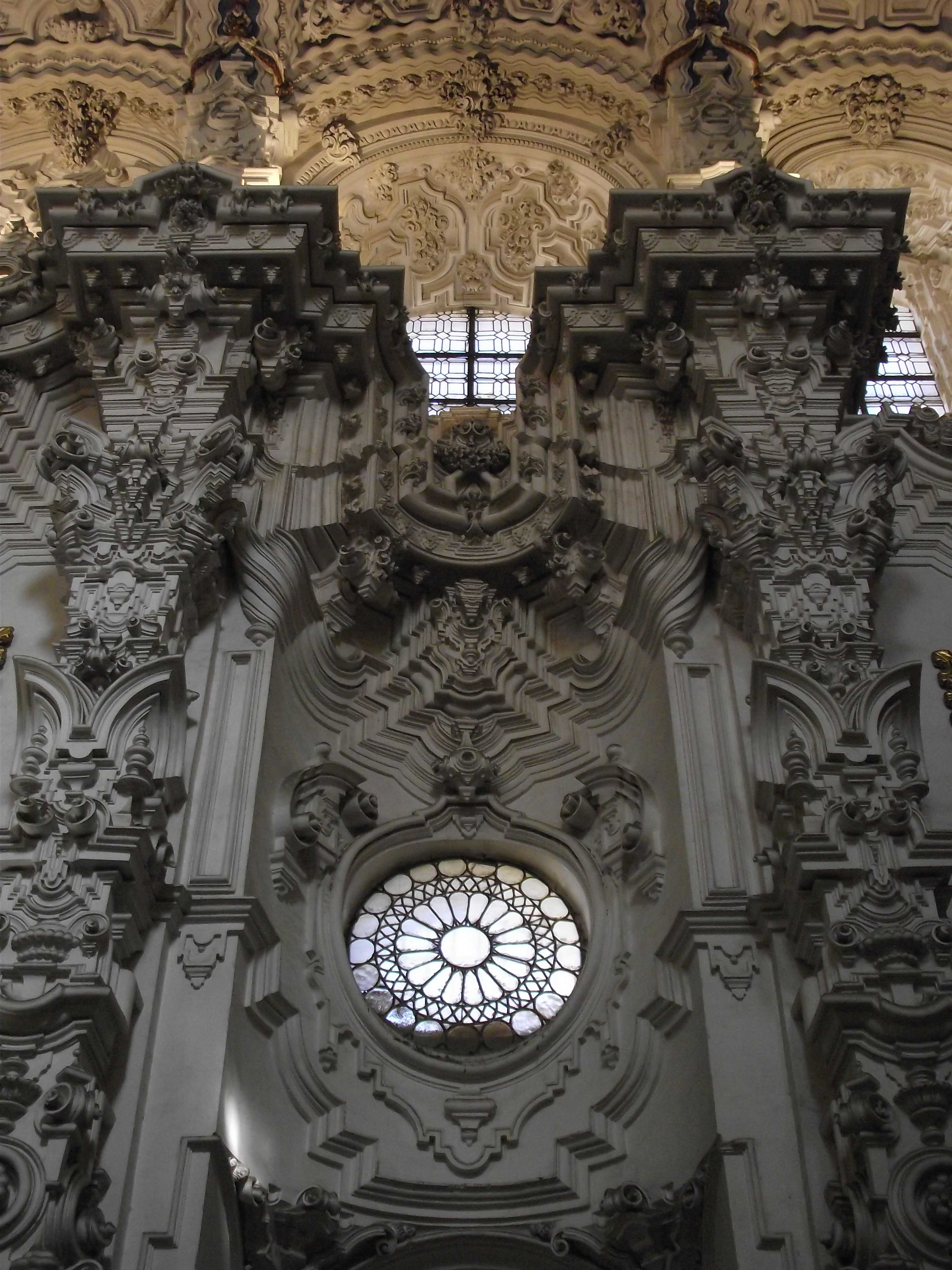
Particolare dei ricchi stucchi.